# Merthyr Mawr
Merthyr Mawr est un village et une communauté du borough de comté de Bridgend, au pays de Galles.
La communauté comprend également le village voisin de Tythegston (en). Au recensement de 2011, elle comptait 267 habitants.
Sur le littoral du canal de Bristol, les dunes de sable de Merthyr Mawr (en) sont protégées en tant que site d'intérêt scientifique particulier (SSSI). Les ruines du château de Candleston se dressent non loin de là.